# Souris (fiume)

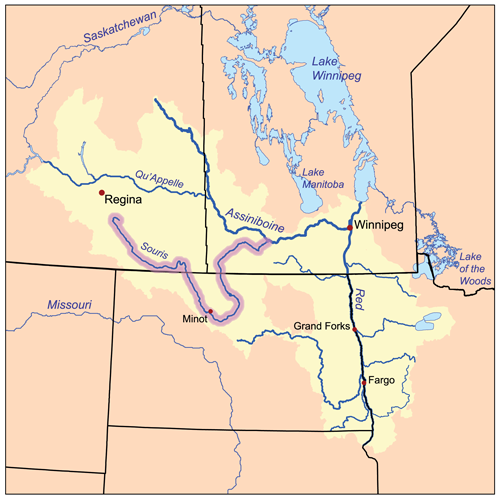
Il bacino del fiume Red con evidenziato il corso del fiume Souris

Il fiume Souris, detto anche fiume Mouse (Topo), è un fiume di circa 700 km. Nasce in Canada, nella provincia del Saskatchewan a sud della città di Regina. Scorre in direzione sud-est, attraversa il confine con gli Stati Uniti puntando in direzione sud. Dopo la città di Minot, in Dakota del Nord, il suo corso punta verso nord per rientrare in Canada, nella provincia di Manitoba. Oltre confine segue definitivamente la direzione nord-est fino alla confluenza con il fiume Assiniboine presso la città di Brandon.

## Affluenti
- Des Lacs River
- Wintering River
- Deep River
- Cut Bank Creek